# Chalcostigma
Genre
Chalcostigma est un genre d'oiseaux-mouches (la famille des trochilidés) de la sous-famille des Lesbiinae et de la tribu des Lesbiini.

## Liste des espèces
D'après la classification de référence (version 2.5, 2010) du Congrès ornithologique international, ce genre est constitué des espèces suivantes (par ordre phylogénique) :
- Chalcostigma ruficeps – Métallure à tête rousse
- Chalcostigma olivaceum – Métallure olivâtre
- Chalcostigma stanleyi – Métallure de Stanley
- Chalcostigma heteropogon – Métallure à queue bronzée
- Chalcostigma herrani – Métallure arc-en-ciel